# El Morro (parroquia)
El Morro es una parroquia rural del cantón Guayaquil de la provincia del Guayas en el Ecuador. Esta parroquia se encuentra aproximadamente a unos 70 km al suroeste de la cabecera cantonal, la ciudad de Guayaquil (90.7 km en vías). El Morro limita al norte con la parroquia Gómez Rendón, al sur con la parroquia Posorja, al este con la parroquia urbana Chongón y el canal del Morro y, al oeste con el cantón Playas. Su santo patrono es san Jacinto. Su población oficial hasta el censo del 2010 es de 5019 habitantes.
Con orígenes que datan desde mediados del siglo XVII, El Morro tuvo un lugar importante dentro del período colonial dentro de la región, llegando a elevarse a la categoría de cantón, la cual perdió y fue luego desmembrándose territorialmente. En la actualidad el turismo es una de sus principales de ingresos económicos, sobresaliendo en este aspecto uno de sus recintos: Puerto El Morro.

## Historia
El Morro empezó posiblemente a habitarse a mediados del siglo XVII, debido a la migración de habitantes de Chanduy que llegaron a esa zona huyendo de sequías que azotaban a la península de Santa Elena, alcanzando su mayor tasa de migración circa el año 1654.

«[...] Lo que hoy conocemos como El Morro fue habitado por pobladores procedentes de una vecina población llamada Chanduy, quienes emigraron a esta localidad por la falta de recursos para la subsistencia de sus familiares. Al respecto existe un documento que habla de la presencia y la voluntad de éstos por instalarse en El Morro; se trata de una solicitud dirigida a «Don Phelipe por la Gracia de Dios, Rey de Castilla, de León, de Aragón...», fechada en el año de 1737.
Sin embargo nos inclinamos a considerar aquel año de 1654 como el que obligó a los chanduyes a decidir a radicarse definitivamente en El Morro [...]»
Historia de la Iglesia de San Jacinto de El Morro, Pablo Lee

En 1737, El Morro constituyó una de las cinco parroquias de la Tenencia de Santa Elena del Corregimiento de Guayaquil, junto a Chongón, Santa Elena, Colonche y Chanduy. Luego, en 1763, cuando se crea la Gobernación de Guayaquil, junto con las otras parroquias pasó a integrar el Partido de Santa Elena.
Después de las guerras de independencia, y anexada la provincia Libre de Guayaquil la Gran Colombia, el 25 de junio de 1824 se dicta la Ley de División Territorial que establece a El Morro como parroquia de Santa Elena. Posteriormente, la Ley de División Territorial del Ecuador de 1835, El Morro se elevó a la categoría de cantón de la provincia del Guayas, sin embargo, esta condición la mantuvo hasta el 9 de noviembre de 1855 en que el gobierno del general José María Urbina, el cual expidió un decreto por medio del cual se revirtió su cantonización. A partir de este entonces se considera esa fecha como la de su parroquialización.
En años posteriores la parroquia empezó a sufrir una serie de desmembramientos territoriales debido a la creación de parroquias como Posorja, San José de Amén (Progreso), General Villamil (Playas), Data, Engabao, San Antonio, entre otras. 

## Costumbres y tradiciones

### Fiestas patronales
Su tradición es tan antigua como la iglesia. Cada año, da inicio a los festejos un pregón por las principales calles con la imagen de San Jacinto, por la noche el rezo de la novena; la misa de víspera en la noche del día 15 de agosto con la quema de castillo y juegos pirotécnicos.
Para la celebración de la solemnidad el día 16 participan las máximas autoridades eclesiásticas. Se dan cita miles de feligreses de los alrededores, cientos de comerciantes y bailes populares dan el colorido a esta fiesta, y transforman con su algarabía este lugar. Es considerada una de las expresiones de religiosidad popular más importante de la zona. También son una tradición las carreras de caballos criollos en donde compiten los mejores ejemplares, y la lidia de gallos.

### Fiestas parroquiales
El aniversario de Parroquialización es festejado con la elección de la Reina de parroquia en una velada. El desfile cívico el 9 de noviembre, fecha en la que se también se realiza la sesión solemne conmemorativa de la Junta Parroquial.

### Comidas típicas
Se destaca en la cabecera parroquial el seco de chivo, leche y lácteos como los quesos de leche dormida y de cuajada, manjar, alfajores.
En Puerto del Morro se puede disfrutar de una amplia gama de platos marinos: ceviches de camarón, de concha, de pescado curtido, cazuela, arroz marinero, arroz con concha y los más tradicional los cangrejos.
En mayo se realiza el festival de la lisa en Puerto del Morro.
El pan elaborado en el viejo horno de leña de la panadería San Francisco del señor Bonifacio Consuegra, constituye una de las delicias más apetecidas, y es elaborado artesanalmente en variedad de dulce (que se asemeja a un pan de pascua) y el molde del pan de sal. Sin duda alguna un pan que es reconocido por los pobladores y visitantes de El Morro.
Uno de los platos más solicitados es la lisa asada. Este pescado se lo encuentra en gran cantidad en el sector, y es acompañado por plátanos fritos o ensaladas criollas. También podemos encontrar todo tipo de deliciosos cebiches.

## Producción

### Agrícola
Los cultivos agrícolas en la parroquia El Morro son en su mayoría de ciclo corto, debido en parte a que se presentan problemas con el agua para el riego. La producción es comercializada a través de intermediarios, en poblaciones cercanas y también sirven para el sustento de los pobladores locales.
Según información de la Subsecretaria de Tierras del Ministerio de Agricultura Ganadería Acuacultura y Pesca, aproximadamente unas 4,669.55has. son dedicadas a la agricultura.

### Pesca y Acuicultura
La pesca artesanal es una actividad ancestral que se ha venido manteniendo en el tiempo con el fin de extraer peces, moluscos y crustáceos que tradicionalmente han sido destinados al consumo humano directo, constituyendo una importante fuente de ingresos económicos por la comercialización de la pesca en la parroquia o en localidades tales como General Villamil Playas, Guayaquil y sus alrededores. Se extraen, entre otros, corvinas, (Cynoscion spp), lisas, (Mugil sp.), bagres, (Arius sp.), así como el Cangrejo rojo (Ucides occidentales) y las conchas (Anadara tuberculosa). La extracción manual del cangrejo rojo representa un rubro importante dentro de los ingresos económicos locales, siendo en la actualidad destinados mayoritariamente a su comercialización en los sitios antes mencionados.
Según el Ministerio del Ambiente, en la parroquia El Morro existen 4,419 hectáreas de piscinas camaroneras y 1,724 hectáreas de manglar. 

### Artesanal
En las artesanías tenemos figuras hechas a mano, éstas son elaboradas a base de conchas, caracoles, muyuyo y también artesanías en balsa como: barcos, botes entre otras cosas muy bonitas. Existencia de profesionales artesanales en distintas ramas, Los ingresos económicos de los pobladores de El Morro proceden principalmente de la pesca artesanal, turismo, reparación de embarcaciones, comercio local, agricultura de baja escala y otras actividades relacionadas con las parroquias cercanas.

### Comercial
Las actividades comerciales dentro de la parroquia involucran a un porcentaje minoritario de la población, es que el comercio local es escaso y mayormente concentrado en el recinto Puerto del Morro, seguido por la cabera parroquial. Los mercados donde se comercializa a pesca o los productos agrícolas, son General Vilamil Playas, Posorja, Guayaquil. Los cangrejos son adquiridos en puerto El Morro por los intemediarios, desde la parroquia se provee de materia prima a empresas empacadoras de camarón.

## Flora y Fauna

### Flora
Dentro de su flora más significativa se encuentra el algarrobo, cullulle, muyuyo, aromo, cascol, ciruela, junquillo, ceibo, pitajaya, balsa entre otros. En algunos lugares se encuentran plantas de algarrobo y algarrobito. Se hallaron 36 especies pertenecientes a 32 géneros y 24 familias: 9 especies de hierbas o herbáceas, 9 de árboles, 6 de arbustos y 10 especies que pueden ser árboles y arbustos. En general, se reconoce las formaciones típicas del bosque seco tropical, esto es Matorral Seco de Tierras Bajas y Bosque Caduco de Tierras Bajas.
También se localizan en el territorio, remanentes de especies arbóreas, tales como el ciruelo (Spondias purpúrea), guasango o huasango (Loxopterigum huasango), el ceibo (Ceiba pentandra), el nigüito (Muntingia calabura), guachapelí (Pseudosamanea guachapele), saman (Samanea saman), la leucaena (Leucaena leucocephala) y el algarrobo (Prosopis juliflora).

### Fauna

#### Aves
Se han registrado 41 familias; se destaca que la familia Tyrannidae (Tiranos, copetones, Tiranoletes, Mosqueros, entre otros) es la que está mayormente representada con un 11% que comprende nueve especies identificadas en el área, a su vez el segundo grupo es de la familia Ardeidae (garzas, garcetas) con el 10% equivalente a la presencia de ocho especies; y, en tercer lugar tenemos a la familia Emberizidae (pinzones, semilleros, espigueros) con el 6% que corresponde a cinco especies. 

#### Mamíferos
Se reportan 10 especies de mamíferos, pertenecientes a siete familias y diez géneros, donde el avistamiento más común fue del delfín nariz de botella Tursiops truncatus.Según el estudio del Ministerio del Ambiente, anteriormente indicado, se han observado seis especies de mamíferos, tales como la zarigüeya(Didelphis marsupialis), armadillo (Dasypus novencimctus), ardilla sabanera (Sciuris stramineus), periquito ligero (Bradypus variegatus), hormigero (Tamandua mexicana), venado (Odocoillus peruvianius).
Se puede encontrar una variedad de avifauna como son: gaviotas, garzas, pelícanos, albatros, cucube, etc.
En ciertas épocas llegan a la costa variedad de especies como: lobos marinos, piqueros patas azules incluyendo una gran variedad de ballenas. 

#### Reptiles
Se han registrado tres especies de reptiles, iguana común, lagartija Stenocercus iridescens y el geko Lepidodactylus lugubris, además se observó una especie de anfibio, el sapo común Chaunus marinus; no se encontraron especies amenazadas ni endémicas en este grupo. Usuarios del Refugio, involucrados en la actividad pesquera afirman observar frecuentemente en sus faenas a la boa o matacaballo Boa constrictor spp., que es una especie amenazada bajo la categoría vulnerable VU A4(c,d); y, algunos pocos coinciden en por lo menos haber tenido un avistamiento de cocodrilo de la Costa Crocodylus acutus especie en peligro crítico